# پریسنوتیتسه
پریسنوتیتسه (به لاتین: Přísnotice) یک منطقهٔ مسکونی در جمهوری چک است که در ناحیه برنو-تسوونتری واقع شده‌است. پریسنوتیتسه ۷٫۷ کیلومتر مربع مساحت و ۸۳۱ نفر جمعیت دارد و ۱۸۱ متر بالاتر از سطح دریا واقع شده‌است.